# Tour de France 2008/18. Etappe

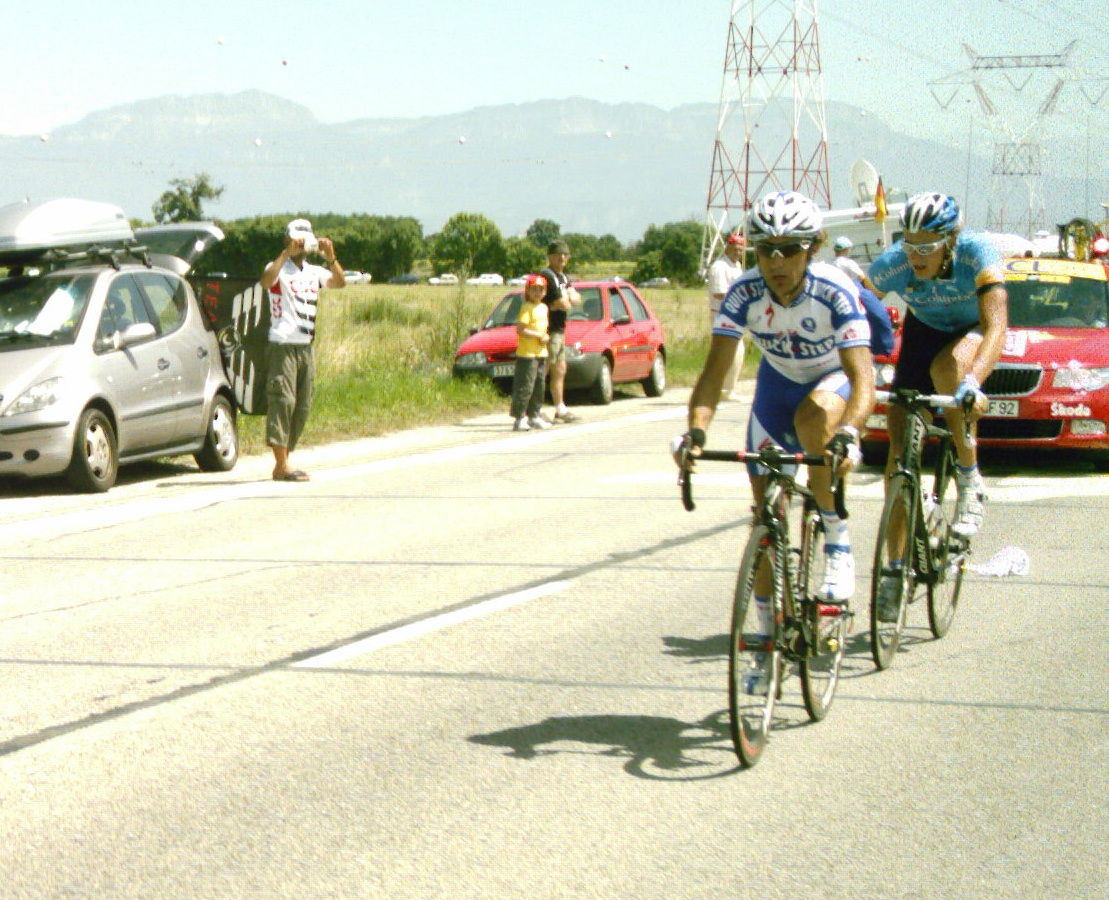
C.Barredo und M.Burghardt

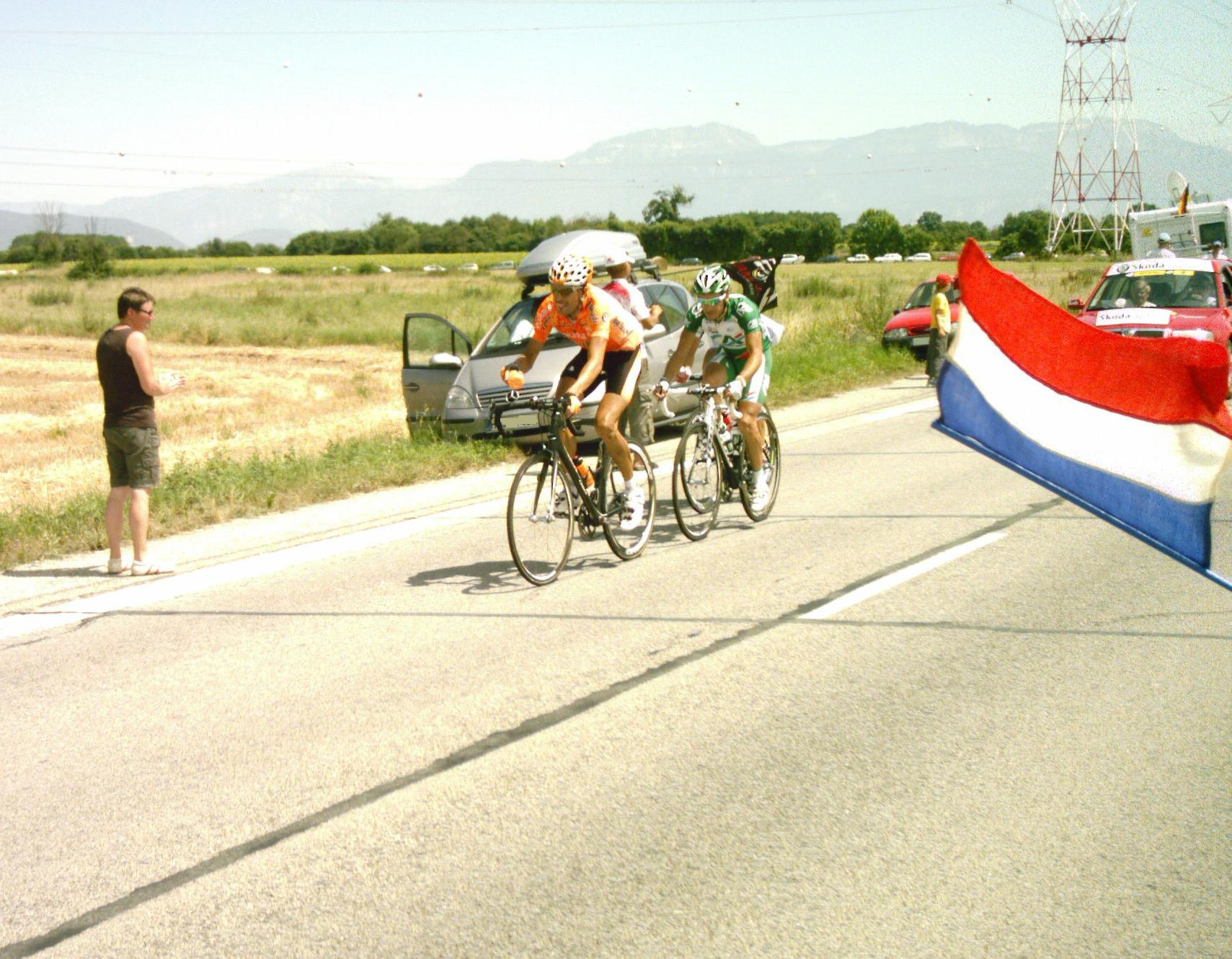
M.Astarloza, C.Le Mevel und R.Feillu

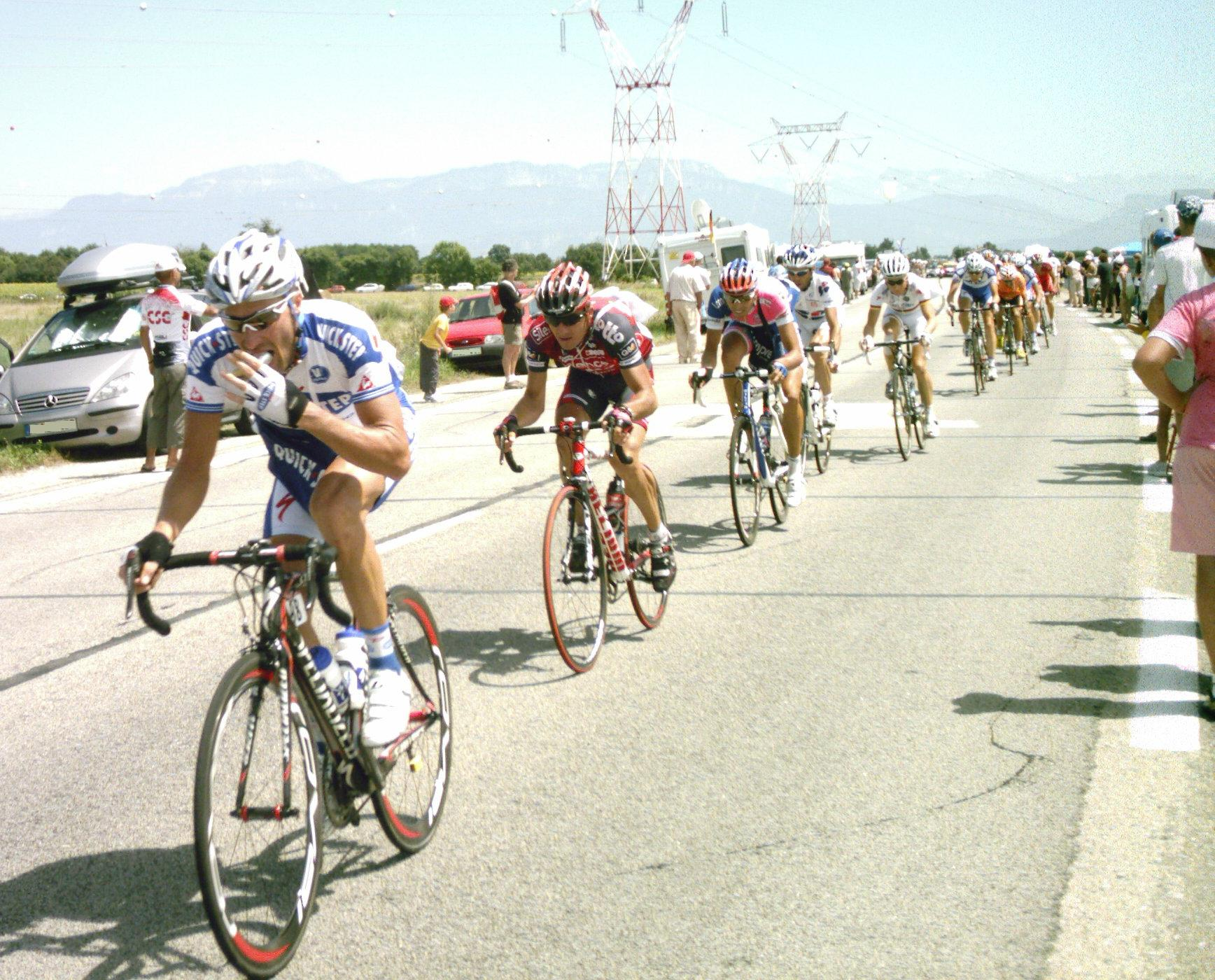
Manuel Quinziato vor dem Peloton

Die 18. Etappe der Tour de France 2008 am 24. Juli war 196,5 Kilometer lang und verlief von Le Bourg-d’Oisans nach Saint-Étienne. Es standen zwei Sprintwertungen sowie eine Bergwertung der 3. Kategorie, eine Bergwertung der 2. Kategorie und eine Bergwertung der 4. Kategorie auf dem Programm.
Nach zwei Kilometern bildete sich eine siebenköpfige Ausreißergruppe, der Marcus Burghardt, Sebastian Lang, Björn Schröder, Filippo Pozzato, Freddy Bichot, Stéphane Augé und Maxime Monfort angehörten. Das wieder vom Team CSC-Saxo Bank geführte Feld ließ sie aber nicht weg. Bichot, Schröder und Augé erreichten noch vor dem Feld die erste Sprintwertung, während die anderen davor bereits wieder eingeholt wurden. Nach 48,5 km wurden auch diese vom Feld, das mittlerweile von Liquigas geführt wurde, eingefangen. Die 54,5 km/h, die die Fahrer in der ersten Stunde erreichten, stellte einen neuen Rekord für diese Rundfahrt dar. Damiano Cunego, der gestürzt war, fuhr dem Feld währenddessen hinterher. Nach mehreren weiteren erfolglosen Ausreißversuchen konnte sich Carlos Barredo an der ersten Bergwertung absetzen, verfolgt von Burghardt und Romain Feillu. Barredo gewann diese Bergwertung vor seinen beiden Verfolgern. In der Abfahrt erreichte Burghardt Barredo, während Feillu von den nächsten beiden Verfolgern Christophe Le Mével und Mikel Astarloza eingeholt wurde. Die beiden Führenden konnten zeitweilig mehr als 10 Minuten Vorsprung auf das Feld herausfahren. Barredo und Burghardt erreichten auch die zweite Bergwertung als erste, über vier Minuten vor ihren drei Verfolgern und zehn Minuten vor dem Feld. Burghardt sicherte sich die zweite Sprintwertung. Barredo, der zwischenzeitlich angriff, konnte auch die letzte Bergwertung für sich entscheiden. Im Hauptfeld gab es unterdessen weitere Attacken, bei denen sich Samuel Dumoulin, Cyril Dessel, Roman Kreuziger, Leif Hoste und Andy Schleck etwas absetzen konnten. Nach mehreren weiteren Attacken und Gegenattacken des Führungsduos überfuhr schließlich Burghart das Ziel in Saint-Étienne, das auf einer 290 Meter langen und 8 Meter breiten Zielgeraden erreicht wurde, als erster. Feillu wurde Dritter. Dumoulin gewann den Sprint der kleinen Ausreißergruppe vor dem Feld, dessen Sprint wiederum Óscar Freire gewann. An den Wertungen ergaben sich dadurch aber keine Änderungen.

## Sprintwertungen
- 1. Zwischensprint in Grenoble (Kilometer 43) (196 m ü. NN)

| Erster  | Freddy Bichot  | 6 Pkt. |
| Zweiter | Björn Schröder | 4 Pkt. |
| Dritter | Stéphane Augé  | 2 Pkt. |
- 2. Zwischensprint in Saint-Chamond (Kilometer 181,5) (356 m ü. NN)

| Erster  | Marcus Burghardt | 6 Pkt. |
| Zweiter | Carlos Barredo   | 4 Pkt. |
| Dritter | Mikel Astarloza  | 2 Pkt. |
- Zielsprint in Saint-Étienne (Kilometer 196,5) (493 m ü. NN)

| Erster   | Marcus Burghardt    | 25 Pkt. |
| Zweiter  | Carlos Barredo      | 22 Pkt. |
| Dritter  | Romain Feillu       | 20 Pkt. |
| Vierter  | Christophe Le Mével | 18 Pkt. |
| Fünfter  | Mikel Astarloza     | 16 Pkt. |
| Sechster | Samuel Dumoulin     | 15 Pkt. |
| Siebter  | Cyril Dessel        | 14 Pkt. |
| Achter   | Roman Kreuziger     | 13 Pkt. |
| Neunter  | Leif Hoste          | 12 Pkt. |
| Zehnter  | Andy Schleck        | 11 Pkt. |
| 11.      | Óscar Freire        | 10 Pkt. |
| 12.      | Erik Zabel          | 9 Pkt.  |
| 13.      | Thor Hushovd        | 8 Pkt.  |
| 14.      | Leonardo Duque      | 7 Pkt.  |
| 15.      | Filippo Pozzato     | 6 Pkt.  |
| 16.      | Robert Hunter       | 5 Pkt.  |
| 17.      | Steven De Jongh     | 4 Pkt.  |
| 18.      | Alessandro Ballan   | 3 Pkt.  |
| 19.      | Christophe Riblon   | 2 Pkt.  |
| 20.      | Sven Krauss         | 1 Pkt.  |

## Bergwertungen
- Col de Parménie, Kategorie 3 (Kilometer 78) (571 m ü. NN; 5,3 km à 7,0 %)

| Erster  | Carlos Barredo      | 4 Pkt. |
| Zweiter | Marcus Burghardt    | 3 Pkt. |
| Dritter | Romain Feillu       | 2 Pkt. |
| Vierter | Christophe Le Mével | 1 Pkt. |
- La Croix de Montvieux, Kategorie 2 (Kilometer 163) (811 m ü. NN; 13,7 km à 4,7 %)

| Erster   | Carlos Barredo      | 10 Pkt. |
| Zweiter  | Marcus Burghardt    | 9 Pkt.  |
| Dritter  | Mikel Astarloza     | 8 Pkt.  |
| Vierter  | Christophe Le Mével | 7 Pkt.  |
| Fünfter  | Romain Feillu       | 6 Pkt.  |
| Sechster | Cyril Dessel        | 5 Pkt.  |
- Côte de Sorbiers, Kategorie 4 (Kilometer 188) (503 m ü. NN; 4,3 km à 3,2 %)

| Erster  | Carlos Barredo      | 3 Pkt. |
| Zweiter | Marcus Burghardt    | 2 Pkt. |
| Dritter | Christophe Le Mével | 1 Pkt. |